# Palmarès du double dames à l'Open d'Angleterre de badminton
La liste ci-dessous présente le palmarès du double dames à l'Open d'Angleterre de badminton qui est le plus ancien tournoi au monde et l'un des plus prestigieux.
En raison des deux conflits mondiaux, la compétition a été annulée entre 1915 et 1919 et entre 1940 et 1946.

## Avant la Première guerre mondiale
| Année | Vainqueurs                                       | Finalistes                                 | Score               |
| ----- | ------------------------------------------------ | ------------------------------------------ | ------------------- |
| 1899  | Meriel Lucas / Mary Violet Graeme                | Ethel B. Thomson / I. Theobald             | 18–17, 15–5         |
| 1900  | Meriel Lucas (2) / Mary Violet Graeme (2)        | Ethel B. Thomson / I. Theobald             | 15–9, 5–15, 15–2    |
| 1901  | Daisey St. John / E. Moseley                     | Meriel Lucas / Mary Violet Graeme          | 15–0, 15–5          |
| 1902  | Ethel B. Thomson / Meriel Lucas (3)              | E. Moseley / Daisey St. John               | 18–17, 9–15, 15–9   |
| 1903  | Mabel Hardy / Dorothea Douglass Chambers         | Ethel Warneford Thomson / Mary K. Bateman  | 15–4, 15–9          |
| 1904  | Ethel B. Thomson (2) / Meriel Lucas (4)          | Hazel Hogarth / M. Drake                   | 15–2, 15–5          |
| 1905  | Ethel B. Thomson (3) / Meriel Lucas (5)          | Mabel Hardy / Penelope Dora Harvey         | 15–3, 15–6          |
| 1906  | Ethel B. Thomson (4) / Meriel Lucas (6)          | Mary K. Bateman / Hazel Hogarth            | 15–10, 15–5         |
| 1907  | G. L. Murray / Meriel Lucas (7)                  | Alice Gowenlock / Dorothy Cundall          | 15–9, 15–9          |
| 1908  | G. L. Murray (2) / Meriel Lucas (8)              | Alice Gowenlock / Dorothy Cundall          | 15–4, 15–5          |
| 1909  | G. L. Murray (3) / Meriel Lucas (9)              | Alice Gowenlock / Dorothy Cundall          | 15–3, 9–15, 15–6    |
| 1910  | Mary K. Bateman / Meriel Lucas (10)              | Dorothea K. L. Chambers / Dorothy Lyon     | 15–8, 15–8          |
| 1911  | Alice Gowenlock / Dorothy Cundall                | Margaret Larminie / Lavinia Clara Radeglia | 15–12, 11–15, 15–12 |
| 1912  | Alice Gowenlock (2)/ Dorothy Cundall (2)         | Constance Ireland / Frances Drake          | 15–2, 15–5          |
| 1913  | Hazel Hogarth / Mary K. Bateman (2)              | Marjory East / C Johnstone                 | 18–15, 15–4         |
| 1914  | Margaret L. Rivers Tragett / Eveline G. Peterson | Alice Gowenlock / Lavinia Radeglia         | 15–4, 16–18, 17–15  |

## L'entre-deux guerres
| Année     | Vainqueurs                                         | Finalistes                                 | Score              |
| --------- | -------------------------------------------------- | ------------------------------------------ | ------------------ |
| 1915 1919 | Pas de compétition                                 | Pas de compétition                         | Pas de compétition |
| 1920      | Lavinia Clara Radeglia / Violet Elton              | D Harvey / Miss Reynolds                   | 17–15, 5–15, 15–10 |
| 1921      | Margaret McKane Stocks / Kitty McKane              | Violet Elton / Lavinia Radeglia            | 15–8, 15–11        |
| 1922      | Margaret L. Rivers Tragett (2) / Hazel Hogarth (2) | A.M.Head / Violet Baddeley                 | 15–11, 15–9        |
| 1923      | Margaret L. Rivers Tragett (3) / Hazel Hogarth (3) | Violet Elton / Lavinia Radeglia            | 15–3, 18–15        |
| 1924      | Margaret McKane Stocks (2) / Kitty McKane (2)      | A.M.Head / Violet Elton                    | 15–3, 15–13        |
| 1925      | Margaret L. Rivers Tragett (4) / Hazel Hogarth (4) | A.M.Head / Violet Elton                    | 15–11, 15–9        |
| 1926      | A. M. Head / Violet Elton (2)                      | Marjorie Barrett / Marion Horsley          | 15–9, 15–10        |
| 1927      | Margaret L. Rivers Tragett (5) / Hazel Hogarth (5) | Violet Baddeley / D. Myers                 | 5–15, 18–16, 15–8  |
| 1928      | Marjorie Barrett / Violet Elton (3)                | Margaret L. Rivers Tragett / Hazel Hogarth | 5–15, 18–16, 15–8  |
| 1929      | Marjorie Barrett (2) / Violet Elton (4)            | Marion Horsley / D. J.Colpoys              | 15–13, 15–3        |
| 1930      | Marjorie Barrett (3) / Violet Elton (5)            | Marion Horsley / D. J.Colpoys              | 15–1, 15–11        |
| 1931      | Marion Horsley / Betty Uber                        | Marjorie Barrett / Violet Elton            | 12–15, 15–10, 15–5 |
| 1932      | Marjorie Barrett (4) / Leoni Kingsbury             | L.W.Myers / B.E.Speaight                   | 9–15, 18–16, 15–8  |
| 1933      | Marjorie Bell / Thelma Kingsbury                   | L.W.Myers / B.E.Speaight                   | 10–15, 15–11, 15–9 |
| 1934      | Marjorie B. Henderson / Thelma Kingsbury (2)       | L.W.Myers / B.E.Speaight                   | 15–8, 15–5         |
| 1935      | Marjorie B. Henderson (2) / Thelma Kingsbury (3)   | Betty Uber / Diana Doveton                 | 15–5, 9–15, 15–8   |
| 1936      | Marjorie B. Henderson (3) / Thelma Kingsbury (4)   | Betty Uber / Diana Doveton                 | 15–10, 5–15, 15–7  |
| 1937      | Betty Uber (2) / Diana Doveton                     | Marjorie B. Henderson / Thelma Kingsbury   | 17–18, 15–1, 15–2  |
| 1938      | Betty Uber (3) / Diana Doveton (2)                 | Marjorie B. Henderson / Marion Horsley     | 15–6, 15–1         |
| 1939      | Ruth Dalsgaard / Tonny Olsen                       | Marjorie Barrett / Diana Doveton           | 15–11, 2–15, 17–15 |
| 1940 1946 | Pas de compétition                                 | Pas de compétition                         | Pas de compétition |

## De 1947 à 1970
| Année | Vainqueurs                                           | Finalistes                                   | Score               |
| ----- | ---------------------------------------------------- | -------------------------------------------- | ------------------- |
| 1947  | Tonny Ahm / Kirsten Thorndahl                        | Aase Schiøtt Jacobsen / Marie Ussing         | 15–8, 15–7          |
| 1948  | Tonny Ahm (2) / Kirsten Thorndahl (2)                | Betty Uber / Queenie Allen                   | 15–6, 12–15, 15–2   |
| 1949  | Betty Uber (4) / Queenie Allen                       | Tonny Ahm / Kirsten Thorndahl                | 16–17, 15–5, 15–8   |
| 1950  | Tonny Ahm (3) / Kirsten Thorndahl (3)                | Betty Uber / Queenie Allen                   | 16–17, 15–5, 15–8   |
| 1951  | Tonny Ahm (4) / Kirsten Thorndahl (4)                | Marjorie B. Henderson / Queenie Webber-Allen | 17–15, 15–7         |
| 1952  | Tonny Ahm (5) / Aase Schiøtt Jacobsen                | Betty Uber / Queenie A. Webber               | 18–15, 15–4         |
| 1953  | Iris Rogers / June White                             | Agnete Friis / Marie Ussing                  | 11–15, 15–2, 15–9   |
| 1954  | Sue Devlin / Judy Devlin                             | Iris Rogers / June White                     | 15–7, 12–15, 15–8   |
| 1955  | Iris Rogers (2) / June White (2)                     | Sue Devlin / Judy Devlin                     | 18–15, 10–15, 15–9  |
| 1956  | Sue Devlin (2) / Judy Devlin (2)                     | Iris Rogers / June White Timperley           | 17–18, 15–12, 15–12 |
| 1957  | Anni H. Hansen / Kirsten Thorndahl (5)               | Iris Rogers / June White Timperley           | 7–15, 15–11, 15–10  |
| 1958  | Margaret Varner / Heather Ward                       | Heather Ward / June White Timperley          | 15–12, 15–2         |
| 1959  | Iris Rogers (3) / June White Timperley               | Sue Devlin / Judy Devlin                     | 11–15, 15–10, 15–11 |
| 1960  | Sue Devlin (3) / Judy Devlin (3)                     | Kirsten Thorndahl / Inge Birgit Hansen       | 15–13, 15–6         |
| 1961  | Judy Hashman (née Devlin) (4) / Sue Devlin Peard (4) | Cathy E. Dunglison / Wilma Tyre              | 15–5, 15–4          |
| 1962  | Judy Hashman (5) / Tonny Holst-Christensen           | Tonny Holst-Christensen / Ulla Rasmussen     | 15–5, 15–3          |
| 1963  | Judy Hashman (6) / Sue Devlin Peard (5)              | Sue Devlin Peard / Ulla Rasmussen            | 15–6, 15–9          |
| 1964  | Karin Jørgensen / Ulla Rasmussen                     | Judy Devlin Hashman / Sue Devlin Peard       | 15–11, 6–15, 15–10  |
| 1965  | Karin Jørgensen (2) / Ulla Rasmussen (2)             | Jennifer Pritchard / Ursula Smith            | 15–5, 15–0          |
| 1966  | Judy Hashman (7) / Sue Devlin Peard (6)              | Karin Jørgensen / Ulla Strand                | 15–5, 14–17, 15–12  |
| 1967  | Imre Rietveld / Ulla Strand                          | Janet Brennan / Judy Devlin Hashman          | 11–15, 15–8, 15–4   |
| 1968  | Minarni Sudaryanto / Retno Koestijah                 | Noriko Takagi / Hiroe Amano                  | 15–5, 15–6          |
| 1969  | Margaret Boxall / Sue Pound Whetnall                 | Hiroe Amano / Tomoko Takahashi               | 15-11, 15-11        |
| 1970  | Margaret Boxall (2) / Sue Pound Whetnall (2)         | Gillian Perrin / Julie Rickard               | 15–6, 8–15, 15–9    |

## De 1971 à 1999
| Année | Vainqueurs                                 | Finalistes                           | Score               |
| ----- | ------------------------------------------ | ------------------------------------ | ------------------- |
| 1971  | Noriko Takagi / Hiroe Yuki                 | Gillian Gilks / Judy Devlin Hashman  | 15–10, 18–13        |
| 1972  | Machiko Aizawa / Etsuko Takenaka           | Margaret Beck / Julie Rickard        | 9–15, 15–8, 15–12   |
| 1973  | Machiko Aizawa (2) / Etsuko Takenaka (2)   | Margaret Beck / Gillian Gilks        | 15–10, 10–15, 15–11 |
| 1974  | Margaret Beck / Gillian Gilks              | Margaret Boxall / Sue Pound Whetnall | 15–5, 18–14         |
| 1975  | Machiko Aizawa (3) / Etsuko Takenaka (3)   | Theresia Widiastuti / Imelda Wigoeno | 12–15, 15–12, 15–9  |
| 1976  | Gillian Gilks (2) / Sue Pound Whetnall (3) | Margaret Lockwood / Nora Gardner     | 15–10, 15–10        |
| 1977  | Etsuko Toganoo / Emiko Ueno                | Margaret Lockwood / Nora Perry       | 7–15, 15–3, 15–7    |
| 1978  | Atsuko Tokuda / Mikiko Takada              | Emiko Ueno / Yoshiko Yonekura        | 18–16, 15–6         |
| 1979  | Verawaty / Imelda Wigoeno                  | Atsuko Tokuda / Mikiko Takada        | 15–3, 10–15, 15–5   |
| 1980  | Gillian Gilks (3) / Nora Perry             | Yoshiko Yonekura / Atsuko Tokuda     | 11–15, 15–7, 15–6   |
| 1981  | Nora Perry (2) / Jane Webster              | Gillian Gilks / Paula Kilvington     | 15–8, 15–4          |
| 1982  | Lin Ying / Wu Dixi                         | Verawaty / Ruth Damayanti            | 15–8, 15–5          |
| 1983  | Xu Rong / Wu Jianqiu                       | Lin Ying / Wu Dixi                   | 15–9, 15–11         |
| 1984  | Lin Ying (2) / Wu Dixi (2)                 | Kim Yun-ja / Yoo Sang-hee            | 15–8, 8–15, 17–14   |
| 1985  | Han Aiping / Li Lingwei                    | Guan Weizhen / Wu Jianqiu            | 15–7, 15–9          |
| 1986  | Chung Myung-hee / Hwang Hye-young          | Kim Yun-ja / Yoo Sang-hee            | 15–5, 6–15, 15–8    |
| 1987  | Chung Myung-hee (2) / Hwang Hye-young (2)  | Guan Weizhen / Lin Ying              | 5–6, 8–15, 15–11    |
| 1988  | Chung So-young / Kim Yun-ja                | Chung Myung-hee / Hwang Hye-young    | 15–8, 9–15, ab.     |
| 1989  | Chung Myung-hee (3) / Chung So-young (2)   | Sun Xiao Qing / Zhou Lei             | 15–7, 15–4          |
| 1990  | Chung Myung-hee (4) / Hwang Hye-young (3)  | Gillian Clark / Gillian Gowers       | 6–15, 15–4, 15–4    |
| 1991  | Chung So-young (3) / Hwang Hye-young (4)   | Kimiko Jinnai / Hisako Mori          | 15–5, 15–3          |
| 1992  | Yao Fen / Lin Yanfen                       | Guan Weizhen / Nong Qunhua           | 18–14, 18–17        |
| 1993  | Chung So-young (4) / Gil Young-ah          | Yao Fen / Lin Yanfen                 | 5–15, 15–4, 15–7    |
| 1994  | Chung So-young (5) / Gil Young-ah (2)      | Jang Hye-ock / Shim Eun-jung         | 7–15, 15–8, 15–4    |
| 1995  | Gil Young-ah (3) / Jang Hye-ock            | Eliza Nathanael / Resiana Zelin      | 15–6, 15–3          |
| 1996  | Ge Fei / Gu Jun                            | Helene Kirkegaard / Rikke Olsen      | 15–7, 15–3          |
| 1997  | Ge Fei (2) / Gu Jun (2)                    | Eliza Nathanael / Resiana Zelin      | 15–6, 15–9          |
| 1998  | Ge Fei (3) / Gu Jun (3)                    | Jang Hye-ock / Ra Kyung-min          | 15–7, 15–7          |
| 1999  | Chung Jae-hee / Ra Kyung-min               | Huang Sui / Lu Ying                  | 15–6, 15–8          |

## XXIesiècle
| Année | Vainqueurs                                | Finalistes                                | Score               |
| ----- | ----------------------------------------- | ----------------------------------------- | ------------------- |
| 2000  | Ge Fei (4) / Gu Jun (4)                   | Chung Jae-hee / Ra Kyung-min              | 15–5, 15–3          |
| 2001  | Gao Ling / Huang Sui                      | Zhang Jiewen / Wei Yili                   | 10–15, 15–8, 15–9   |
| 2002  | Gao Ling (2) / Huang Sui (2)              | Zhang Jiewen / Wei Yili                   | 7–3, 7–5, 8–7       |
| 2003  | Gao Ling (3) / Huang Sui (3)              | Yang Wei / Zhang Jiewen                   | 15–10, 15–13        |
| 2004  | Gao Ling (4) / Huang Sui (4)              | Yang Wei / Zhang Jiewen                   | Forfait             |
| 2005  | Gao Ling (5) / Huang Sui (5)              | Wei Yili / Zhao Tingting                  | 15–10, 15–13        |
| 2006  | Gao Ling (6) / Huang Sui (6)              | Yang Wei / Zhang Jiewen                   | 06–15, 15–11, 15–02 |
| 2007  | Zhang Yawen / Wei Yili                    | Yang Wei / Zhang Jiewen                   | 21–16, 08–21, 24–22 |
| 2008  | Lee Hyo-jung / Lee Kyung-won              | Du Jing / Yu Yang                         | 12–21, 21–18, 21–14 |
| 2009  | Zhang Yawen (2) / Zhao Tingting           | Cheng Shu / Zhao Yunlei                   | 21–13, 21–15        |
| 2010  | Du Jing / Yu Yang                         | Cheng Shu / Zhao Yunlei                   | 20–22, 21–16, 21–13 |
| 2011  | Wang Xiaoli / Yu Yang (2)                 | Mizuki Fujii / Reika Kakiiwa              | 21–02, 21–09        |
| 2012  | Tian Qing / Zhao Yunlei                   | Wang Xiaoli / Yu Yang                     | 21–17, 21–12        |
| 2013  | Wang Xiaoli (2) / Yu Yang (3)             | Cheng Shu / Zhao Yunlei                   | 21–18, 21–10        |
| 2014  | Wang Xiaoli (3) / Yu Yang (4)             | Ma Jin / Tang Yuanting                    | 21–17, 18–21, 23–21 |
| 2015  | Bao Yixin / Tang Yuanting (en)            | Wang Xiaoli / Yu Yang                     | 21–14, 21–14        |
| 2016  | Misaki Matsutomo / Ayaka Takahashi        | Tang Yuanting / Yu Yang                   | 21–10, 21–12        |
| 2017  | Chang Ye-na (en) / Lee So-hee (en)        | Christinna Pedersen / Kamilla Rytter Juhl | 21–18, 21–13        |
| 2018  | Christinna Pedersen / Kamilla Rytter Juhl | Yuki Fukushima / Sayaka Hirota            | 21–19, 21–18        |
| 2019  | Chen Qingchen / Jia Yifan                 | Mayu Matsumoto / Wakana Nagahara          | 18–21, 22–20, 21–11 |
| 2020  | Yuki Fukushima / Sayaka Hirota            | Du Yue / Li Yinhui                        | 21–13, 21–15        |
| 2021  | Mayu Matsumoto / Wakana Nagahara          | Yuki Fukushima / Sayaka Hirota            | 21–18, 21–16        |
| 2022  | Nami Matsuyama / Chiharu Shida            | Zhang Shuxian / Zheng Yu                  | 21–13, 21–09        |
| 2023  | Kim So-yeong / Kong Hee-yong              | Baek Ha-na / Lee So-hee                   | 21–05, 21–12        |
| 2024  | Baek Ha-na / Lee So-hee (2)               | Nami Matsuyama / Chiharu Shida            | 21–19, 11-21, 21–17 |
| 2025  | Nami Matsuyama (2) / Chiharu Shida (2)    | Yuki Fukushima / Mayu Matsumoto           | 21–16, 14–21, 21–17 |